# 메서슈미트 Bf 110
비공식적으로 Me 110으로 알려진 메서슈미트 Bf 110은 독일 항공기 회사 바이에른 항공사(BFW)가 설계하고 후속 회사 메서슈미트가 생산하는 쌍발 중전투기이자, 전폭기, 야간 전투기(Nachtjäger)이다. 주로 루프트바페에서 사용했으며 2차 세계대전 내내 활동했다.
Bf 110의 개발은 1930년대 전반에 시작되었는데, 이 기종의 초기 지지자 중 한 명은 무거운 무장, 속도, 사거리가 루프트바페의 최고의 공격 전투기가 될 것이라고 믿었던 헤르만 괴링이었다. 초기 변형은 방어용 MG FF 20mm 기관포 1문, 7.92mm MG 17 기관총 4문(.323인치), 7.92mm MG 15 기관총 1문(.323인치)으로 무장했다(나중에 변형은 MG FF를 MG 151로 대체하고 후방 포대는 트윈 배럴 MG 81Z로 무장한다). Bf 110을 대체할 개선된 기종인 메서슈미트 Me 210에 대한 개발 작업은 분쟁이 시작되기 전에 시작되었지만, 흔들리는 문제로 인해 Bf 110은 전쟁이 끝날 때까지 다양한 역할을 수행했다. 앞서 언급한 Me 210과 크게 개선된 Me 410 호니스는 Bf 110을 완전히 대체하지 못했다.
Bf 110은 폴란드, 노르웨이, 프랑스에서 초기 작전에서 상당한 성공을 거두었다. Bf 110의 가장 큰 약점은 기동성이 부족하다는 점이었지만, 더 나은 전술로 완화할 수 있었다. 영국 본토 항공전 중 독일 폭격기에 근접한 호위로 Bf 110을 비행한 영국 공군은 이러한 약점을 이용했다. 영국 폭격기가 야간 공습으로 독일 영토를 공략하기 시작하자 일부 Bf 110 장착 부대는 야간 전투기로 전환되었고, 이 역할은 항공기에 잘 어울렸다. 영국 전투 이후 Bf 110은 다른 극장에서 공중 우위 전투기와 타격기로서 성공적인 시기를 보냈고, 1944년 미국의 전투기 전술 변화로 인해 미 육군 제8항공대에 대한 전략적 공중 공격으로부터 독일을 방어하기 시작할 때까지 미국이 독일에 대한 항공 패권을 개발하는 데 점점 더 취약해졌다.
발칸 반도와 북아프리카 전선과 동부 전선에서 Bf 110은 강력한 전투 폭격기로서 독일군에 귀중한 지상 지원을 제공했다. 분쟁 후에는 강력한 레이더를 장착한 야간 전투기로 개발되어 루프트바페의 주요 야간 전투 항공기가 되었다. 독일 야간 전투기 에이스의 대부분은 전투 경력 중 어느 시점에 Bf 110을 비행했으며, 최고의 야간 전투기 에이스인 하인츠-볼프강 슈나우퍼 소령이 독점적으로 비행하여 164전에서 121승을 거두었다. 루프트바페가 사용한 것 외에도 헝가리 공군, 이탈리아 공군, 루마니아 공군 등이 이 기종의 다른 사용자이다.

## 설계 및 개발

### 시작과 경쟁
1930년대 내내 많은 주요 군사 강국의 공군은 이중 비행기에서 단일 비행기 설계로 전환하는 과정에 참여했다. 대부분 단일 엔진 전투기에 집중했지만 항속 거리 문제가 발생했다. 헤르만 괴링의 권유로 항공부(RLM, Reichsluftfahrtinitium)는 항속거리가 길고 내부 폭탄 만을 갖춘 새로운 다목적 전투기 캄프저스토레르(전투 구축함)에 대한 요청을 발표했다. 이 요청은 기관포와 폭탄 만으로 무장한 트윈 엔진, 3인승, 올 메탈 단일 비행기를 요구했다. 접근한 7개 제조사 중 Bayerische Flugzeugwerke(바이에른 항공사(나중에 메서슈미트가 됨)),Focke-Wulf( 포케불프 ), Henschel(헨셸) 만이 요청에 응답했다.
포케불프 디자인인 포케불프 Fw 57은 날개 길이가 25.6m(84피트)였으며 한 쌍의 DB 600 엔진으로 구동되었다. 두 개의 20mm MG FF 기관포가 코에 장착되어 있었고, 세 번째 대포는 등쪽 포탑에 배치되어 있었다. 1936년에 Fw 57 V1이 비행했지만 성능이 좋지 않아 기계가 추락했다. 헨셜 Hs 124는 V1용 주모 210C 두 대가 장착된 Fw 57과 구조 레이아웃이 비슷했다. V2는 640 PS 유모에 비해 870 PS를 생성하는 BMW 132Dc 방사형 엔진을 사용했다. 무장은 후방 발사 7.92mm(.312인치) MG 15 기관총 한 정과 전방 발사 20mm MG FF 기관포 한 문로 구성되었다.
바이에른 항공사는 RLM 사양의 무장 요소를 늘리기 위해 RLM 지침에서 내부 폭탄 적재 요건을 생략했다. Bf 110은 역할 요건을 충족하는 속도, 항속거리 및 화력을 제공하는 데 있어 경쟁사보다 훨씬 우수한 것으로 입증되었다. 따라서 바이에른 항공사(추후 메서슈미트 사)의 제출은 포케불프, 헨셸, 아라도를 능가했으며, 이에 따라 회사는 여러 대의 프로토타입 항공기를 제작할 수 있는 자금을 받았다. 1935년 말, Bf 110은 쌍둥이 수직 안정기가 장착되고 두 개의 DB 600A 엔진으로 구동되는 세미모노코크 디자인의 전체 금속 저날개 캔틸레버 모노플레인으로 발전했다. 이 디자인에는 핸들리-페이지 날개 슬롯(실제로 최첨단 슬랫)도 장착되었다.

### 초기형
운이 좋게도(그리고 에른스트 우데트의 압력에 의해) RLM은 캄프저스토러의 아이디어를 재고하고 Bf 110에 집중하기 시작했다. 이러한 변화로 인해 바이에른 항공사의 설계는 외무부의 요청에 더 잘 부합했다. 1936년 5월 12일, 루돌프 오피츠는 아우크스부르크에서 첫 번째 Bf 110을 비행했다. 전쟁 전 많은 설계가 발견되었지만 약속된 엔진 기술은 신뢰성이 충분하지 않았다. 기질적 DB 600 엔진에서도 RLM은 Bf 110이 원하는 만큼 기동이 가능하지는 않았지만 원래 요청이 명시된 것보다 빠를 뿐만 아니라 최전선 전투기인 Bf 109 B-1보다 빠르다는 사실을 발견했다. 4대의 사전 생산 A-0 주문은 즉시 이루어졌으며, 그 중 첫 번째 주문은 1937년 1월에 인도되었다. 이 테스트 단계에서 포케-울프 Fw 187과 헨셜 Hs 124 경쟁 모델은 모두 거부되었고 Bf 110은 정률 생산으로 주문되었다.
Bf 110의 초기 인도는 DB 600 엔진에서 여러 차례 지연되어 바이에른 항공사 융커스 유모 210B 엔진을 장착해야 했고, Bf 110은 심각하게 출력이 약해져 시속 431km(268마일)의 최고 속도에 도달할 수 있었다. 또한 A-0 장치의 무장은 코에 장착된 7.92mm MG 17 기관총 4정으로 제한되었다. DB 600 엔진을 인도하지 않더라도 바이에른 항공사는 1937년 중반에 Bf 110 조립을 시작했다. DB 600 엔진에 계속 문제가 발생함에 따라 바이에른 항공사는 각각 515kW(700PS)를 공급하는 210G(210B에서 공급하는 471kW/640PS와 비교) 유모 엔진을 계속 사용해야 했다. Bf 110B의 세 가지 버전, 7.92mm MG 17 기관총 4정과 20mm MG FF 기관포 2문이 장착된 B-1, 기관포 대신 카메라가 장착된 B-2 정찰 버전, 훈련기로 사용된 B-3, 기관포가 추가 무선 장비로 대체되었다. 유모 210G 엔진 생산 라인이 종료되기 전에는 45대의 Bf 110B만 제작되었다. A 및 B 형을 쉽게 구분하는 방법은 기체 아래있는 큰 라디에이터 흡입구였다
1938년 말, DB 601 B-1 엔진을 대량으로 사용할 수 있게 되면서 Bf 110C에 즉시 채택되었다. 이 엔진을 채택하면서 설계 팀은 엔진 나셀 아래의 라디에이터를 제거하고 C 시리즈 기체용 물/글리콜 라디에이터로 교체하여 각 나셀의 날개 바로 바깥쪽 아래에 배치하기로 결정했으며, 그렇지 않으면 Bf 109E의 설치, 외관 및 기능이 Bf 109E의 엔진과 유사했다. DB 601 엔진을 사용하면 Bf 110의 최대 속도는 약 1,094km(680마일)의 주행 거리에서 시속 541km(336마일)로 증가했다. 소형 오일 쿨러와 에어 스쿱은 Bf 110의 생산 기간 동안 각 엔진 나셀 아래에 남아있었다.
1939년 후반에 처음 구상된 Bf 110D는 주행거리를 늘리는 데 중점을 둔 일련의 수정 및 개선 사항을 특징으로 한다. 초기 D 시리즈 버전인 Bf 110D-0은 동체 아래에 제작된 1,050리터(미국 277갤런)의 대형 유선형 복측 연료 탱크를 추가하도록 설계되었으며, 이는 코 아래 반쯤 뒤에서 조종석 글레이징 뒤쪽까지 확장되는 상당한 크기의 등각 유선형 복측 동체 페어링을 필요로 하여 Dackelbauch(닥숀의 배)라는 별명에 영감을 주었다. D-1은 또한 핀이 장착된 900리터(미국 238갤런) 드롭 탱크 한 쌍을 각 날개 아래에 하나씩 장착하여 총 연료 용량을 4,120리터(미국 1,088갤런)로 늘렸다. 테스트 비행에서 초기 "닥숀의 배" 복측 동체 탱크의 상당한 추가 항력으로 인해 생산 D-1은 생략되었지만 여전히 개선되고 더 유선형 버전을 장착할 준비가 되어 있었다. D-1은 D-1/R1로 알려진 반면, D-1/R2는 900리터 드롭 탱크 두 개와 드롭 가능한 85리터 오일 탱크를 장착하고 있었다. 이후 D-2 및 D-3 버전은 드롭 탱크를 보관하거나 폭탄을 운반할 수 있는 다목적 무기 랙을 사용하여 트윈 윙 900리터 드롭 탱크 기능을 유지했다.

### 후기형
Bf 110의 생산은 1941년 Me 210으로 대체될 것으로 예상되어 우선순위가 낮았다. 이 시기에 Bf 110의 두 가지 버전인 E와 F 모델이 개발되었다. E는 전폭기로 설계되었으며, 50kg(110파운드) ETC 50 랙 4개와 중앙선 ETC 500 폭탄 랙을 날개 아래에 장착할 수 있었다. 첫 번째 E인 Bf 110 E-1은 원래 DB 601B 엔진으로 구동되었지만 수량이 공급됨에 따라 DB 601P로 전환되었다. 총 856대의 Bf 110E 모델이 1940년 8월부터 1942년 1월 사이에 제작되었다. E 모델에는 추가된 무게를 지원하기 위해 갑옷과 일부 동체 업그레이드도 있었다. Bf 110E의 대부분의 조종사는 기체가 느리고 반응이 없다고 생각했으며, 한 전직 조종사는 E형이 "기동성이 매우 둔하다"라고 말했다.
Bf 110F는 993kW/1,350 PS(원래 유모 엔진보다 거의 두 배에 달하는 출력)를 생산하는 새로운 DB 601F 엔진을 탑재하여 성능 저하 없이 갑옷을 업그레이드하고, 강화하며, 무게를 늘릴 수 있었다. F 모델에는 세 가지 일반적인 버전이 존재했다. 조종사들은 일반적으로 Bf 110F가 Bf 110들중 최고이며, 곡예 비행이 가능하고, 빠르지는 않지만 어떤 면에서는 Bf 109보다 비행이 더 원활하다고 느꼈다. 결국 1941년 12월부터 1942년 12월 사이에 512대의 Bf 110F 모델이 완성되었고, 생산이 Bf 110G에 밀려났다.

### 야간 전투기
폭격과 정찰에 사용된 후 1940-41년 겨울, 이 기종은 방어 작전의 야간 전투기로서 틈새 시장을 찾았다. 처음에 세 명의 주요 승무원은 야간 작전을 위한 특별한 장비가 없었고 어둠 속에서 적의 항공기를 찾기 위해 눈에만 의존했다. 1941년 중반부터 지상 통제 요격이 시작되었고 Bf 110은 RAF 폭격기에 타격을 주기 시작했고 곧 우려되는 항공기가 되었다. 1941년에는 공중 레이더가 실험적으로 사용되었는데, 최대 거리는 3.5km/2마일까지 유효했으며 Bf 110을 목표물에서 200m/655피트 이내로 끌어올릴 수 있었다. 그러나 전쟁 후반에는 연합군의 대응 조치와 독일 레이더의 발전으로 인해 그 효과는 크게 달라졌다.
1942년 7월경에 활동하기 시작한 Bf 110F-4는 야간 전투기로 특별히 설계된 최초의 버전이었다. 기관총 7.92mm와 기관포 20mm 2문으로 무장했지만 임시방편 차원의 조치였다. Bf 110은 1944년까지 루프트바페의 주요 야간 전투기로 남아있었다.

## 제원
메서슈미트 Bf 110C-3 Zerstörer 기준
- 전장: 12.30m
- 전폭: 16.30m
- 전고: 3.30m
- 익면적: 38.80㎡
- 엔진: 다이믈러 벤츠 DB 601A 엔진 (1000마력 X 2)
- 중량: 3,601.5kg
- 최대속도: 시속 560km
- 무장: 기수-MG 17 7.92 mm 기관총 4정 (각 1000발), MG FF 20mm 기관포 2문 (각 180발), 후방석 - MG 15 7.92 mm 기관총 1정
- 항속거리: 1080km

## 변형들

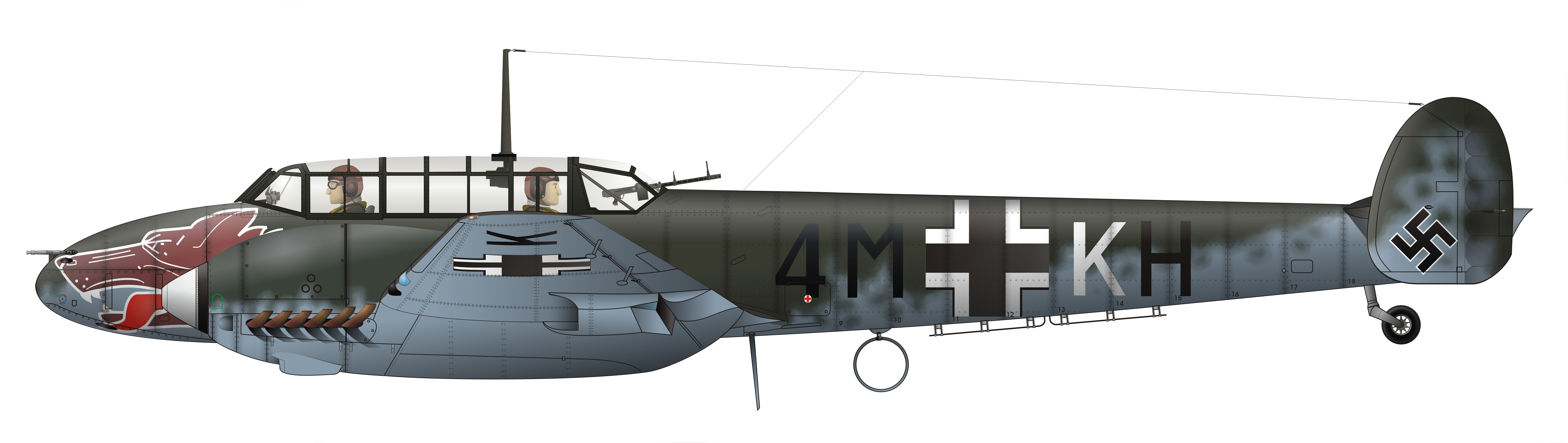
Bf 110 E-1, Ergänzungs-Schlachtgruppe, Dęblin-Irena (1942년 폴란드).

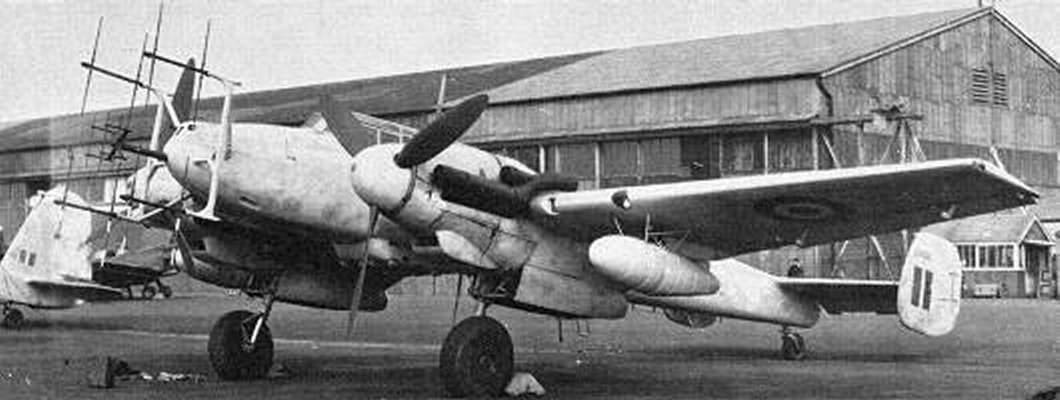
Bf 110 G-4

- Bf 110 A: 두 개의 융커스 주모 210 B 엔진이 장착된 프로토타입.
- Bf 110 B: 두 개의 유모 210 엔진이 장착된 소규모 생산.
- Bf 110 C: 첫 번째 주요 생산 시리즈, DB 601 엔진.
- Bf 110 D: C 시리즈를 기반으로 한 중 전투기/전투 폭격기, 익스트림 레인지 버전으로 외부 연료 탱크와 함께 작동할 준비가 되어 있다. 종종 노르웨이에 주둔한다.
- Bf 110 E: 대부분 전투기 폭격기, 강화된 기체, 최대 1,200kg(2,650파운드) 폭탄 적재량이다.
- Bf 110 F: E와 마찬가지로 다시 강화된 기체, 더 나은 장갑, 993kW(1,350PS) DB 601F 엔진 2개.
- Bf 110 G: 개선된 F 시리즈, 1,085kW(1,475PS) DB 605B 엔진 2개, 테일 러더의 크기가 커졌다.